# Victoria Leonardo
Victoria Leonardo Mason (Pomona, Nueva Jersey; 16 de febrero de 1990) es una artista marcial mixta estadounidense que compite en la división de peso mosca de Ultimate Fighting Championship.

## Antecedentes
Nacida en la sección Pomona del municipio de Galloway, Nueva Jersey, Leonardo se trasladó con su familia a Shreveport, Luisiana, cuando tenía 4 años. Estudiar italiano en el instituto ayudó a Leonardo a descubrir su amor por las lenguas extranjeras, pero en la universidad cambió al español como campo de estudio. Fue una de las últimas estudiantes de la Universidad Estatal de Luisiana, en Shreveport, en especializarse en una lengua extranjera antes de que el programa se interrumpiera. Con su título, enseña español en la Academia Bautista Calvary.

## Carrera en las artes marciales mixtas

### Carrera temprana e Invicta
Después de comenzar su carrera en 2018 ganando sus dos peleas para Legacy Fighting Alliance, Victoria hizo su debut en Invicta Fighting Championships contra Miranda Maverick el 1 de septiembre de 2018 en Invicta FC 31: Jandiroba vs. Morandin. Perdió a través de una sumisión.
Consiguió tres victorias consecutivas por sumisión, contra Mónica Medina en Gulf Coast MMA 2, contra Jamie Milanowski en Invicta FC 34: Porto vs. González, y contra Malin Hermansson en Bellator 218.
El 9 de agosto de 2019, Victoria se enfrentó a Stephanie Geltmacher en Invicta FC 36. Ganó la pelea por decisión unánime.
El 7 de febrero de 2020, Victoria se enfrentó a Erin Blanchfield en Invicta FC 39. En el segundo asalto, Leonardo cayó con una patada en la cabeza, siendo detenida por parada médica.
Victoria se enfrentó a Liz Tracy en Invicta FC 42: Cummins vs. Zappitella el 17 de septiembre de 2020. Ganó la pelea por decisión unánime.
Victoria compitió en el Dana White's Contender Series 36 donde luchó y ganó contra Chelsea Hackett el 17 de noviembre de 2020 por un contrato de UFC.

### Ultimate Fighting Championship
Victoria estaba programada para enfrentarse a la también novata Natalia Silva el 20 de enero de 2021 en UFC on ESPN: Chiesa vs. Magny. Silva se retiró debido a una fractura de cúbito y fue sustituida por la también recién llegada Manon Fiorot. Perdió en el segundo asalto por una patada en la cabeza seguida de puñetazos, tras lo cual el árbitro detuvo el combate.
Se enfrentó a Melissa Gatto el 7 de agosto de 2021 en UFC 265. Perdió el combate por nocaut técnico en el segundo asalto después de que el médico detuviera la pelea entre el segundo y el tercer asalto debido a una lesión en el brazo.

## Récord en artes marciales mixtas
| Resultado | Récord | Oponente             | Método                                 | Evento                                | Fecha                    | Ronda | Tiempo | Localización           | Notas                                                                 |
| --------- | ------ | -------------------- | -------------------------------------- | ------------------------------------- | ------------------------ | ----- | ------ | ---------------------- | --------------------------------------------------------------------- |
| Derrota   | 8-4    | Melissa Gatto        | TKO (lesión en el brazo)               | UFC 265                               | 7 de agosto de 2021      | 2     | 5:00   | Houston, Texas         |                                                                       |
| Derrota   | 8-3    | Manon Fiorot         | TKO (patada en la cabeza y puñetazos)  | UFC on ESPN: Chiesa vs. Magny         | 20 de enero de 2021      | 2     | 4:08   | Abu Dhabi              |                                                                       |
| Victoria  | 8-2    | Chelsea Hackett      | TKO (puñetazos)                        | Dana White's Contender Series 36      | 17 de noviembre de 2020  | 2     | 4:41   | Las Vegas, Nevada      |                                                                       |
| Victoria  | 7-2    | Liz Tracy            | Decisión (unánime)                     | Invicta FC 42: Cummins vs. Zappitella | 17 de septiembre de 2020 | 4     | 1:20   | Kansas City, Kansas    | Pelea de la Noche.                                                    |
| Derrota   | 6-2    | Erin Blanchfield     | KO (patada en la cabeza y puñetazos)   | Invicta FC 39: Frey vs. Cummins II    | 7 de febrero de 2020     | 2     | 2:06   | Kansas City, Kansas    |                                                                       |
| Victoria  | 6-1    | Stephanie Geltmacher | Decisión (unánime)                     | Invicta FC 36: Sorenson vs. Young     | 9 de agosto de 2019      | 3     | 5:00   | Kansas City, Kansas    | Pelea de la Noche.                                                    |
| Victoria  | 5-1    | Malin Hermansson     | Sumisión (barra de brazo)              | Bellator 218                          | 22 de marzo de 2019      | 1     | 4:49   | Thackerville, Oklahoma |                                                                       |
| Victoria  | 4-1    | Jamie Milanowski     | Sumisión (estrangulamiento por detrás) | Invicta FC 34: Porto vs. Gonzalez     | 15 de febrero de 2019    | 1     | 2:45   | Kansas City, Misuri    | Actuación de la Noche.                                                |
| Victoria  | 3-1    | Monica Medina        | Sumisión (estrangulamiento por detrás) | Gulf Coast MMA 2                      | 20 de octubre de 2018    | 2     | 2:14   | Biloxi, Misisipi       |                                                                       |
| Derrota   | 2-1    | Miranda Maverick     | Sumisión (barra de brazo)              | Invicta FC 31: Jandiroba vs. Morandin | 1 de septiembre de 2018  | 1     | 3:26   | Kansas City, Misuri    |                                                                       |
| Victoria  | 2-0    | Salina Rowland       | Decisión (unánime)                     | LFA 46                                | 27 de julio de 2018      | 3     | 5:00   | Newport News, Virginia | Combate de peso acordado (126.6 libras); Victoria no alcanzó el peso. |
| Victoria  | 1-0    | Hailey Cowan         | Sumisión (estrangulamiento por detrás) | LFA 40                                | 25 de mayo de 2018       | 1     | 4:27   | Dallas, Texas          | Debut de peso mosca.                                                  |